# Kyzyl-Baïrak (Tchouï)
Kyzyl-Baïrak (kirghize : Кызыл-Байрак, Qızıl-Bayraq, قىزىل-بايراق) est un village situé dans la province de Tchouï, au Kirghizistan. Sa population est de 304 habitants en 2009. Son nom se traduit par « drapeau rouge ». 